# دیزار
دیزار، روستایی است از توابع بخش جعفرآباد شهرستان قم در استان قم ایران.

## جمعیت
این روستا در دهستان جعفرآباد قرار دارد و براساس سرشماری مرکز آمار ایران در سال ۱۳۸۵، جمعیت آن ۳۰ نفر (۷خانوار) بوده‌است.